# Vaux-Champagne

Vaux-Champagne este o comună în departamentul Ardennes din nordul Franței. În 1 ianuarie 2022 avea o populație de 141 de locuitori.